# 艺阿弥
艺阿弥（日语：芸阿弥，1431年—1485年），日本室町时代艺术家，出生于一个画师之家。他承袭了其父的绘画风格，自成一家。他的水墨画作品在当时的日本颇受欢迎，曾經产生了广泛的影响力。